# Грозовский сельсовет
Грозовский сельсовет — административная единица на территории Копыльского района Минской области Республики Беларусь. Административный центр — агрогородок Грозово.

## История
28 июня 2013 г. в состав сельсовета включены населённые пункты упразднённого Комсомольского сельсовета.

## Состав
Грозовский сельсовет включает 35 населённых пунктов:
- Аксамиты — деревня
- Балговичи — деревня
- Борковцы — деревня
- Гривень — деревня
- Грозово — агрогородок
- Грозовок — деревня
- Дубейки — деревня
- Дунаево — деревня
- Евсеевичи — деревня
- Жуки — деревня
- Загоровщина — деревня
- Евсеевичи — деревня
- Калюга — деревня
- Камень — агрогородок
- Карачёвщина — деревня
- Кисели — посёлок
- Комсомольская — деревня
- Кондратовичи — деревня
- Конюхи — деревня
- Красная Горка — посёлок
- Михалевцы — деревня
- Осовец — деревня
- Петрилово — деревня
- Подлужье — деревня
- Поповцы — деревня
- Преснаки — деревня
- Пуково — посёлок
- Репная Гряда — посёлок
- Рыматовщина — деревня
- Слободка — деревня
- Староселье — деревня
- Сунаи — деревня
- Трухановичи — деревня
- Хвойники — посёлок
- Юровщина — посёлок

## Культура
- Краеведческий музей «Спадчына» ГУО «Комсомольская средняя школа Копыльского района» в д. Комсомольская

- Комплексный (историко-краеведческий) музей «Бацькаўшчына» ГУО «Каменская средняя школа Копыльского района» в аг. Камень